# Gary Merrill
Gary Merrill (Hartford, 2 de agosto de 1915 - Falmouth, 5 de março de 1990) foi um ator estadunidense. Ele apareceu em mais de 40 filmes, bem como muitas peças de teatro e programas de televisão. Merrill começou sua carreira de ator no final dos anos 1930.
Ele casou-se com a atriz de cinema Bette Davis em 1950, pouco depois de se divorciar de sua primeira esposa, Barbara Leeds. Durante o seu casamento de 10 anos, eles adotaram dois filhos, Margot e Michael. Após o divórcio, Merrill teve um longo e muito divulgado relacionamento com Rita Hayworth.

## Filmografia
- This Is the Army (1943) - (sem créditos)
- Winged Victory (1944) - Capt. McIntyre
- Slattery's Hurricane (1949) - Cmdr. E.T. Kramer
- Twelve O'Clock High (1949) - Col. Keith Davenport
- Mother Didn't Tell Me (1950) - Doctor Peter Roberts
- Where the Sidewalk Ends (1950) - Tommy Scalise
- All About Eve (1950) - Bill Sampson
- Rawhide (1951) - narrador (voz, sem créditos)
- The Frogmen (1951) - Lt. Cmdr. Pete Vincent
- Another Man's Poison (1951) - George Bates
- Decision Before Dawn (1951) - Col. Devlin
- Phone Call from a Stranger (1952) - David Trask
- The Girl in White (1952) - Dr. Seth Pawling
- Night Without Sleep (1952) - Richard Morton
- A Blueprint for Murder (1953) - Fred Sargent
- Witness to Murder (1954) - Lawrence Mathews
- The Black Dakotas (1954) - Brock Marsh posing as Zachary Paige
- The Human Jungle (1954) - Police Capt. John Danforth
- Navy Wife (1956) - Jack Blain
- Bermuda Affair (1956) - Bob Scoffield
- The Missouri Traveler (1958) - Doyle Magee
- Crash Landing (1958) - Capt. Steve Williams
- The Wonderful Country (1959) - Maj. Stark Colton
- The Savage Eye (1960) - The poet
- The Great Impostor (1961) - Pa Demara
- The Pleasure of His Company (1961) - James Dougherty
- Mysterious Island (1961) - Gideon Spilitt
- A Girl Named Tamiko (1962) - Max Wilson
- Hong Kong un Addio (Farewell to Hong Kong, 1963)
- The Searching Eye (1964) - Narrator
- Catacombs (1965) - Raymond Garth
- Ride Beyond Vengeance (1966) - Dub Stokes
- Cast a Giant Shadow (1966) - Chefe de Gabinete do Pentágono (cena deletada)
- Destination Inner Space (1966) - Dr. LaSatier
- Around the World Under the Sea (1966) - Dr. August 'Gus' Boren
- The Last Challenge (1967) - Squint Calloway
- Clambake (1967) - Sam
- The Incident (1967) - Douglas McCann
- The Power (1968) - Mark Corlane
- Più tardi, Claire, più tardi (1968) - George Dennison
- Amarsi male (1969)
- The Secret of the Sacred Forest (1970) - Mike Parks
- Earth II (1971) - Walter Dietrich
- Huckleberry Finn (1974) - Pap
- Thieves (1977) - Street Man
- The Seekers (1979) - Capt. Hull
- September Song (1984)